# 거위도 난다
거위도 난다(Goose Can Fly)는 한국에서 제작된 김형석 감독의 2008년 드라마 영화이다. 김준수 등이 주연으로 출연하였다.

## 출연

### 주연
- 김준수
- 황정영
- 김승열

## 제작진
- 프로듀서: 주상아
- 조명: 송재완
- 조연출: 김범준
- 붐어시스턴트: 김신용
- 믹싱: 최문성
- 미술: 신현숙
- 애니메이션: 김영근
- 촬영팀: 황규택